# Africaspis muntingi
Africaspis muntingi är en insektsart som beskrevs av Ben-dov 1973. Africaspis muntingi ingår i släktet Africaspis och familjen pansarsköldlöss. Inga underarter finns listade i Catalogue of Life.